# 나카다촌 (미야기현)
나카다촌(中田村)은 일본 미야기현 나토리군에 설치되었던 촌이다. 현재의 센다이시에 해당한다.

## 연혁
- 1889년 4월 1일 - 정촌제 시행과 함께 미야기군 나카다촌이 성립하였다.
- 1941년 9월 15일 - 미야기군 로쿠고촌을 포함한 이와키리촌 다카사고촌・시치고촌과 함께 센다이시에 편입하였다.

## 교통
- 철도성 
  - 도호쿠 본선